# Robert Abela
Robert Abela (Sliema, 7 december 1977) is een Maltees politicus voor de sociaaldemocratische Malta Labour Party. Sinds 13 januari 2020 is hij de premier van Malta.

## Biografie

### Jeugd en gezin
Abela is de zoon van de achtste president van Malta, George Abela. Zijn broers Wistin en Carmelo zijn respectievelijk minister van Financiën en Buitenlandse Zaken geweest. Hij is getrouwd met Lydia Abela en heeft samen met haar een dochter.

### Politieke carrière
Abela was parlementslid van juni 2017 tot januari 2020. Na het aangekondigde aftreden van de in opspraak geraakte premier Joseph Muscat en de daaropvolgende leiderschapsverkiezingen, werd Abela met 58% van de stemmen gekozen tot nieuwe partijleider en daarmee ook tot premier van Malta. Hij versloeg in de verkiezingen vicepremier Chris Fearne.